# Улла Линдстрьом
Улла Гунілла Ліндстрьом, до шлюбу Волін (Wohlin, нар. 15 вересня 1909 року, Стокгольм  — пом. 10 липня 1999, Стокгольм) — шведська журналістка і політикиня (соціал-демократка). Міністерка у справах сім'ї та споживання, допомоги та імміграції у 1954—1966 роках. Перша жінка в Швеції, яка виконувала обов'язки прем'єр-міністра у 1958 році.

## Життєпис
Донька політика правого крила Нілса Воліна, що обирався міністром торгівлі у 1923—1924 та міністром фінансів у 1928—1929 роках, та викладачки фортепіано Гунілли Волін. Батьки розлучилися, коли їй було десять, і вона виросла з матір'ю.
Закінчила у 1933 році виш і здобула спеціальність викладачки. Почала працювати на посаді редакторки праць « Sveriges folkskollärarinnors», у 1934—1946 роках, а Vår - у 1937—1946 роках.
Стала соціал-демократкою ще студенткою, була головою соціал-демократичного жіночого клубу Allmänna kvinnoklubben у Стокгольмі в 1935—1945 роках. Також обиралась депутаткою міської ради Стокгольма у 1942—1945 роках. Працювала депутаткою парламенту в 1946—1970 роках і консультантом відділу торгівлі в 1947—1954 році.
Крім того, була делегаткою Генеральної Асамблеї ООН в 1947—1966 роках та головою Радди Барнен у 1971—1989 роках.
Обіймала посаду міністерки сім'ї, споживання, допомоги та імміграції з 1954 по 1966 роки. Її призначення сприяло розвитку організації жінок соціал-демократок, які вимагали представництва жінок на всіх рівнях, вимогу, яку хотів виконати Таге Ерландер. За час перебування на посаді вона була єдиною жінкою в уряді і незвичайною як жінка-міністерка не тільки в Швеції, але і в усьому світі. Її призначення було дуже популярним серед жінок, і вона продовжувала бути популярною серед жінок Швеції під час перебування на посаді. Вважала, що вона не єдина жінка, яка заслужила місце в уряді, і розчарувалася, що вона продовжувала залишатися єдиною жінкою в уряді протягом свого перебування на посаді, попри те, що неодноразово пропонувала Інгу Торссон, яка, на її думку, більше заслуговувала отримати міністерську посаду.
Ліндстрьом була суперечливою і викликала велику увагу ЗМІ, коли відмовилася зробити реверанс англійській королеві Єлизаветі II в 1956 році: про це повідомлялося в міжнародній пресі і розцінювалося як образа королівської родини і традицій та демонстрація рівності в очах інших.
У 1958 році Улла Ліндстрьом виконувала обов'язки прем'єр-міністра Швеції під час літньої перерви прем'єр-міністра, ставши першою жінкою, яка виконувала цю функцію. Вона пішла у відставку через протести у 1966 році, коли уряд не виконав обіцянки щодо збільшення соціальної допомоги.

## Особисте життя
```
1931-1940 роках була одружена з інженером А. Алмом. 1947 року одружилась з віцепрезидентом 
Мартіном Линдстрьомом
[
9
]
```